# Cmentarz na Zaspie
Cmentarz na Zaspie, Cmentarz Ofiar Hitleryzmu – cmentarz położony w gdańskiej dzielnicy Wrzeszcz Dolny przy ul. Bolesława Chrobrego 88, na skraju osiedla mieszkaniowego Zaspa-Rozstaje. Założenie cmentarne ma kształt nieregularnego czworoboku o powierzchni 3,3 hektara.

## Historia

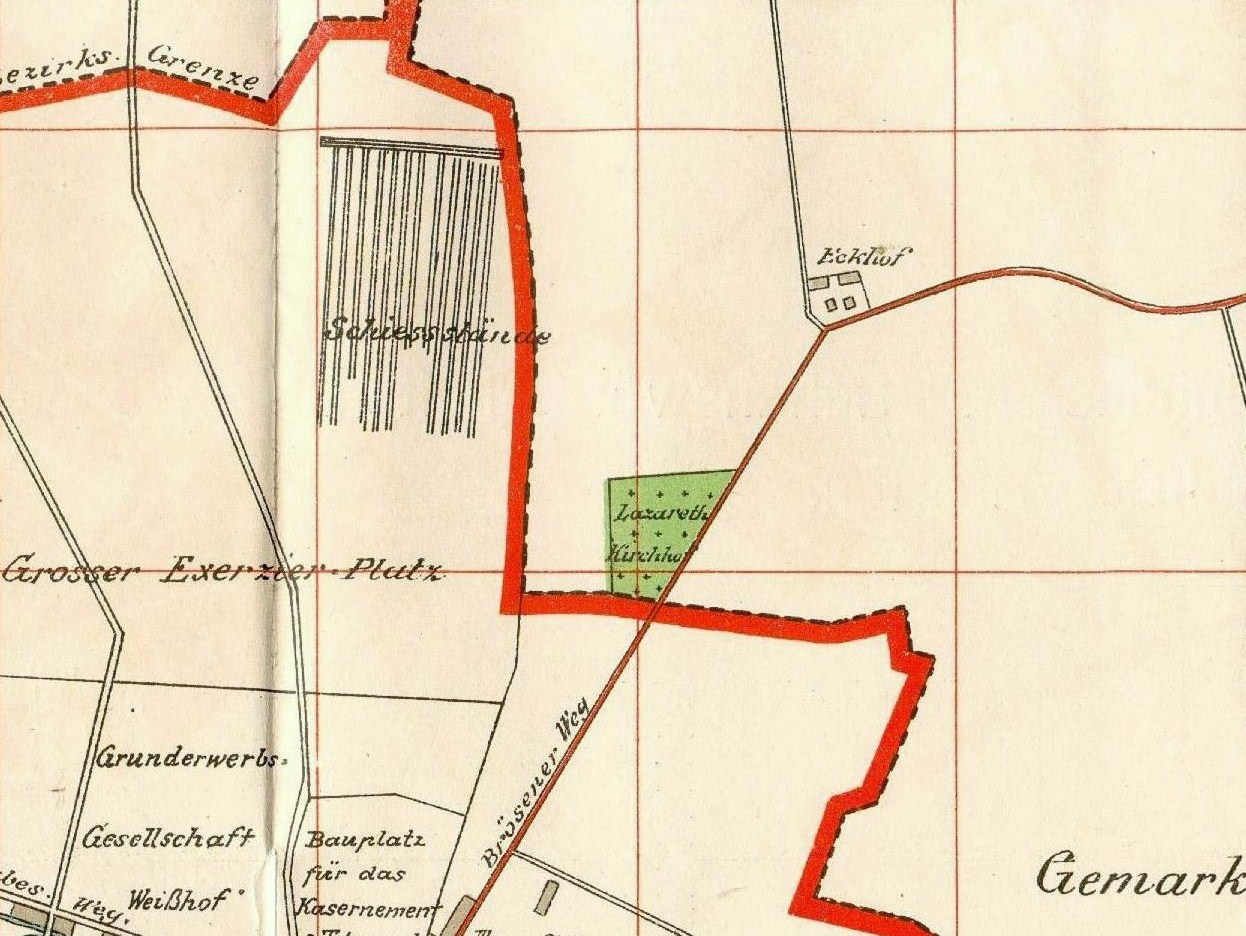
Cmentarz z otoczeniem na planie z 1912

Cmentarz założono 11 lutego 1895 na gruntach ówczesnej wsi Zaspa, w powiecie Danziger Höhe, przy drodze z Wrzeszcza do Brzeźna (dzisiejsza ulica Bolesława Chrobrego). Chowano na nim zmarłą biedotę Gdańska i okolic, m.in. zmarłych w przytułkach, samobójców, osoby, które zmarły w więzieniach lub zostały stracone na podstawie wyroków sądowych, żołnierzy niższych stopni, których rodziny nie wyraziły zainteresowania opłaceniem pogrzebu, jeńców wojennych: Rosjan, Rumunów, Francuzów, Brytyjczyków i Włochów zmarłych w czasie I wojny światowej (których częściowo ekshumowano w latach 1925 i 1929) i inne osoby, grzebane na koszt miasta lub powiatu. Od czasu otwarcia w 1914 krematorium we Wrzeszczu (u podnóża Szubienicznej Góry) były to często pochówki prochów w urnach.
Od 4 września 1939 grzebano na Zaspie zwłoki więźniów obozu w Stutthofie i innych miejsc kaźni (zmarłych ze Stutthofu przewożono tu i chowano tylko do czasu uruchomienia 10 września 1942 obozowego krematorium). W latach 1944–1945 chowano tu więźniów zmarłych w podobozach Stutthofu na Przeróbce i w Kokoszkach oraz osoby zmarłe bądź stracone w gdańskich więzieniach. Liczba pochowanych na Zaspie ofiar narodowego socjalizmu szacowana jest u różnych autorów na 6000 do 14 000.

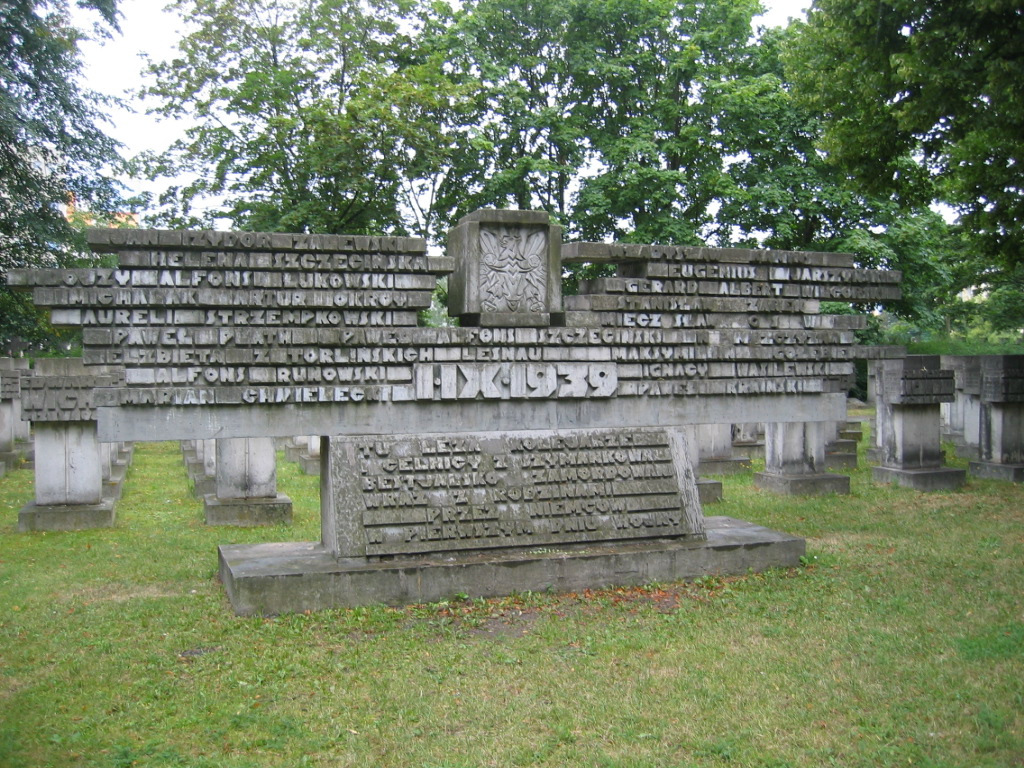
Pomnik kolejarzy i celników zamordowanych w Szymankowie

Po 1945 cmentarz stał się miejscem pamięci narodowej. W 1951 teren został uporządkowany i podzielony na 55 kwater, przy czym zlikwidowano wcześniejsze nagrobki zamieniając je w mogiły zbiorowe. Na cmentarz przenoszono też szczątki szczególnie zasłużonych osób, ekshumowanych w różnych miejscach, np. kolejarzy i celników zamordowanych 1 września 1939 w Szymankowie, czy też ofiary zbiorowych egzekucji działaczy polskich w lesie koło Stutthofu 11 stycznia i 22 marca 1940. Dokonywano też sporadycznie pochówków osób zmarłych po wojnie, związanych z walkami i martyrologią Polaków w latach 1939–1945. Oficjalnie cmentarz został zamknięty w 1956, ale jeszcze po tej dacie pochowany został Piotr Buder – we wrześniu 1939 r. członek załogi (w stopniu plutonowego) Wojskowej Składnicy Tranzytowej na Westerplatte, zmarły 2 września 1957. W 1960 ustawiono 296 symbolicznych nagrobków – płyt z lastriko, z marmurowymi tabliczkami epitafijnymi.

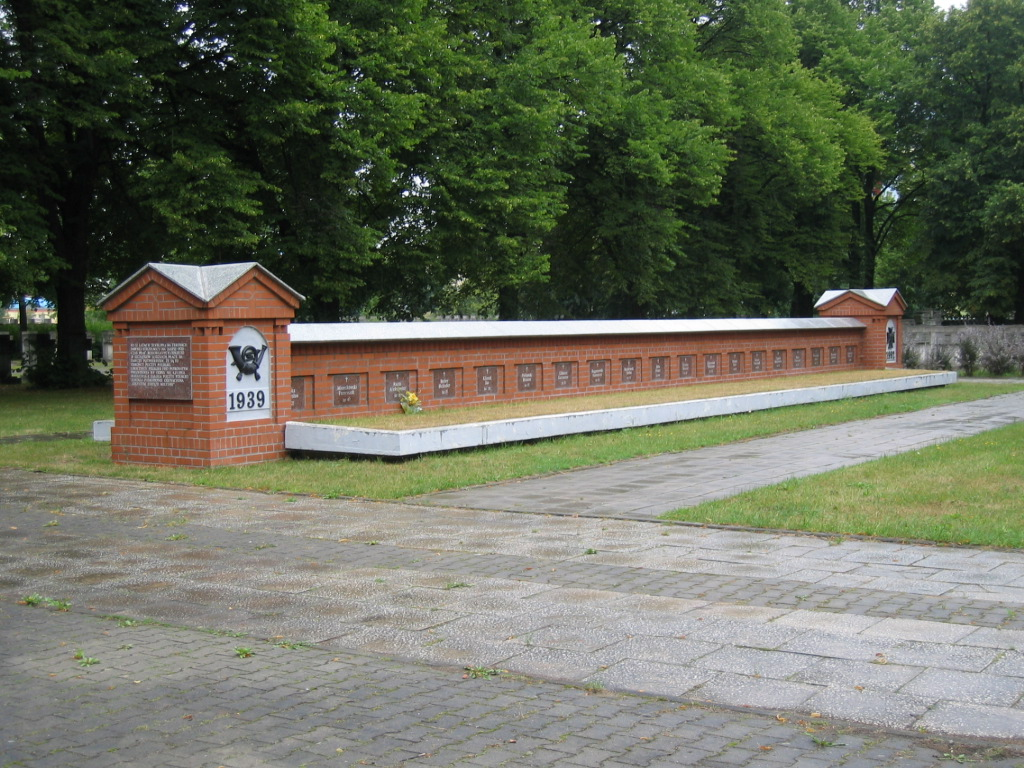
Grobowiec rozstrzelanych Obrońców Poczty Polskiej

Na skutek starań środowisk kombatanckich, w 1985 obiekt został oficjalnie zamieniony w cmentarz-pomnik. Ok. 1987 r. otrzymał nową aranżację według projektu (jedynie częściowo zrealizowanego) rzeźbiarza Wiktora Tołkina. Ustawiono wówczas rzędy umownych betonowych nagrobków, wykonano nowe ażurowe ogrodzenie, także z elementów betonowych, i rozebrano istniejący przy bramie dom grabarza.
Już po zakończeniu tych prac na cmentarz przeniesiono i 4 kwietnia 1992, w nowo zbudowanym grobowcu, uroczyście pochowano 38 Obrońców Poczty Polskiej, rozstrzelanych w pobliżu, 5 października 1939. Ich szczątki odkryto 28 sierpnia 1991, podczas prac ziemnych w miejscu dawnej strzelnicy na Zaspie (w rejonie ulicy Burzyńskiego).

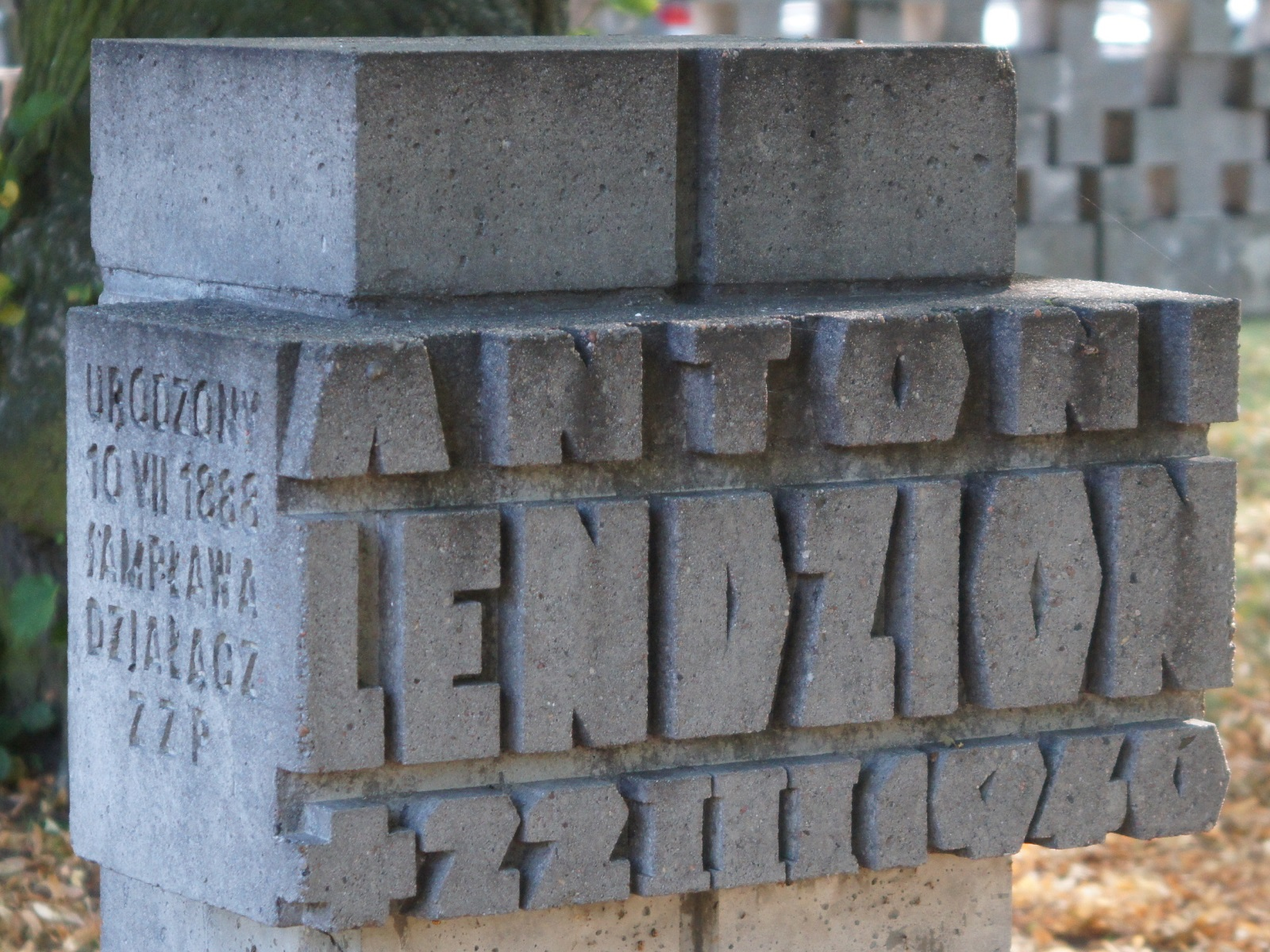
Antoni Lendzion

Do najbardziej znanych osób spoczywających na cmentarzu należą: księża Bronisław Komorowski, Marian Górecki i Franciszek Rogaczewski (wszyscy beatyfikowani przez Jana Pawła II w 1999 r.), ks. Feliks Bolt, Antoni Lendzion, Konrad Guderski, kmdr Tadeusz Ziółkowski, Alf Liczmański, Franciszek Kręcki, dr Stefan Mirau, Roman Ogryczak, Wilhelm Grimsmann.
Cmentarz na Zaspie wszedł do literatury pięknej za sprawą Güntera Grassa, szczególnie jego powieści "Blaszany bębenek", której kilka epizodów rozgrywa się właśnie w tym miejscu.